# فرقه آگوستینیان بازگشته
فرقه آگوستینیان بازگشته (OAR) یک فرقه گدایی فرقه مذهبی کاتولیک از راهبه‌ها و برادر روحانی‌ها است. این فرقه یک شاخه اصلاح‌طلب از آگوستینیان راهب عزلت‌نشین است و همان قوانین سنت آگوستین را دنبال می‌کند.